# Joseph Paxton
Sir Joseph Paxton (Mylton-Bryons, 13. kolovoza 1803. – Rockhil, 8. lipnja 1868.), britanski arhitekt i botaničar.
Specijalizirao se za montažne staklenike za vrtove.
1841. godine sa skupinom suosnivača osnovao hortikulturni list The Gardeners' Chronicle. Za svjetsku izložbu u Londonu 1851. projektirao je stakleni paviljon poznat pod imenom Kristalna palača (The Crystal Palace), koja je jedan od međaša u razvoju moderne arhitekture, a 1936. godine uništena je u požaru.  
Kad se citira Paxtonov doprinos botaničkom imenu, rabi se oznaka Paxton.